# Ричард III (фильм, 1955)
«Ричард III» (англ. Richard III) — фильм, историческая драма британского режиссёра Лоренса Оливье. Экранизация одноимённой трагедии Уильяма Шекспира, признаваемая многими критиками наиболее масштабной и успешной. Картина удостоена более 10 престижных кинематографических наград, включая премию BAFTA за Лучший фильм и премию Серебряный медведь Берлинского кинофестиваля.

## Сюжет
Фильм, как и пьеса Шекспира, является художественным произведением и далеко не соответствует данным современной исторической науки. Демонизация Ричарда III восходит к традициям времён Тюдоров, пришедших на смену династии Плантагенетов.
Англия, вторая половина XV века. В ходе Войны Алой и Белой розы на трон восходит король Эдуард IV. Его брат Ричард III, активно содействующий ему в этом, тайно завидует успеху Эдуарда и горько скорбит о собственных физических уродствах. Несмотря на это, благодаря лести и мастерству обольщения, он добивается согласия на брак от молодой знатной вдовы леди Анны, даже с учётом того, что та знает о его прямом участии в смертях как её отца, так и предыдущего мужа. Ричард оговаривает в глазах короля, а позже организует убийство среднего из своих братьев — герцога Кларенса. Узнав о его кончине, король Эдуард IV умирает, перед смертью назначив Ричарда лордом-протектором. Тот немедленно устраняет последнее препятствие на пути к престолу: заключает в Тауэр малолетних сыновей скончавшегося монарха — Эдуарда V и Ричарда Йоркского. Ричард III становится королём Англии, однако не находит духовного покоя: его терзают призраки убитых им людей.
Правлению узурпатора противостоит оппозиция во главе с Генрихом Тюдором. Армии сторон сходятся в битве при Босворте. В решающий момент сражения войска Ричарда переходят на сторону противника. Оставленный всеми, он бросается в отчаянную схватку. Под ним гибнет конь. Перед смертью Ричард восклицает: «Коня! Коня! Полцарства за коня!»

## В ролях
- Седрик Хардвик — Эдуард IV, король Англии
- Лоренс Оливье — Ричард III, младший брат Эдуарда IV, позже — король Англии
- Джон Гилгуд — Джордж (Георг), герцог Кларенс, средний из братьев правящей династии
- Клэр Блум — леди Анна
- Ральф Ричардсон — герцог Бекингем
- Стэнли Бейкер — Генрих Тюдор, граф Ричмонд
- Мэри Керридж — королева Елизавета, жена Эдуарда IV
- Пол Хьюсон — Эдуард V, сын Эдуарда IV
- Энди Шайн — Ричард Шрусбери, 1-й герцог Йоркский, сын Эдуарда IV
- Джон Лори — виконт Фрэнсис Ловел

## Награды
- 1956 год — премия BAFTA: Лучший фильм, Лучший британский фильм, Лучшая мужская роль (Оливье).
- 1956 год — Берлинский кинофестиваль: Серебряный медведь
- 1956 год — Национальный совет кинокритиков США: Лучший зарубежный фильм.
- 1956 год — Объединение кинокритиков Нью-Йорка: Лучший актёр, третье место (Оливье).
- 1957 год — номинация на премию «Оскар» за лучшую мужскую роль (Оливье).
- 1957 год — итальянская национальная премия Давид ди Донателло: Лучший зарубежный актёр и Лучшая продюсерская работа (обе — Оливье).
- 1957 год — Золотой глобус: Лучший англоязычный зарубежный фильм.
- 1957 год — премия Юсси : Лучший зарубежный актёр (Оливье).

## Критика
Обозреватель «Сhicago Reader» называет картину наиболее точной и классической экранизацией пьесы Шекспира, ставшей одной из наиболее волнующих постановок сюжета о злодействе и предательстве. Газета «The New York Times» (март, 1956 год) считает, что единственная трансляция этого фильма по телевидению США внесла такой вклад в знакомство зрителя этой страны с творчеством Шекспира, какой не был достигнут за всю предыдущую историю кино и ТВ.

## Дополнительная информация
После съёмок этого фильма были задуманы ещё несколько масштабных экранизаций произведений Шекспира, начиная с «Макбета», где в главной женской роли должна была сняться Вивьен Ли. Однако смерть главного финансиста и продюсера проекта Александра Корды разрушила эти планы.